# Clash Royale
A Clash Royale egy ingyenes, valós idejű, stratégiai videójáték, amelyet a Supercell nevű játékcég fejlesztett és adott ki. A játék kártya-, toronyvédelmi-, és online multiplayer battle aréna játékokból merített elemekből áll. 2016. március 2-án adták ki. Kiadás után kevesebb mint egy évvel elérte az egymilliárd dolláros bevételt.

## A játék lényege
A Clash Royale egy tower rush alapú videójáték, amely két vagy négy játékos (1v1 vagy 2v2) által játszott meccsekből áll, melyek célja, hogy az ellenfél minél több tornyát leromboljuk (a "King Tower" (a "Király Tornya") elpusztításával azonnal nyerhetünk). Minden torony ledöntéséért egy-egy koronát kapunk. Három perc után ha mindkét játékosnak/csapatnak ugyanannyi koronája van, a meccs folytatódik egy két perces overtime-mal, ahol az a játékos/csapat, amely először dönti le az ellenfél egyik tornyát, azonnal nyer. Ha egy tornyot se döntenek le a játékosok/csapatok az overtime alatt, akkor a legalacsonyabb élettel rendelkező torony tulajdonosa(i) veszít(enek). Ha két bármely toronynak megegyezik az életereje, akkor a meccs döntetlennel végződik és semelyik játékos/csapat sem kap nyereményt.

## Szintfejlődés
| Szint | A következő szinthez szükséges XP | Szükséges XP összesen |
| ----- | --------------------------------- | --------------------- |
| 1     | 20                                | 0                     |
| 2     | 50                                | 20                    |
| 3     | 50                                | 70                    |
| 4     | 50                                | 120                   |
| 5     | 80                                | 170                   |
| 6     | 120                               | 250                   |
| 7     | 125                               | 370                   |
| 8     | 130                               | 495                   |
| 9     | 145                               | 625                   |
| 10    | 200                               | 770                   |
| 11    | 220                               | 970                   |
| 12    | 280                               | 1.190                 |
| 13    | 300                               | 1.470                 |
| 14    | 350                               | 1.770                 |
| 15    | 450                               | 2.120                 |
| 16    | 550                               | 2.570                 |
| 17    | 650                               | 3.120                 |
| 18    | 800                               | 3.770                 |
| 19    | 1.200                             | 4.570                 |
| 20    | 1.400                             | 5.770                 |
| 21    | 1.600                             | 7.170                 |
| 22    | 2.000                             | 8.770                 |
| 23    | 2.300                             | 10.770                |
| 24    | 2.700                             | 13.070                |
| 25    | 3.000                             | 15.770                |
| 26    | 4.000                             | 18.770                |
| 27    | 4.600                             | 22.770                |
| 28    | 5.400                             | 27.370                |
| 29    | 6.000                             | 32.770                |
| 30    | 7.000                             | 38.770                |
| 31    | 8.000                             | 45.770                |
| 32    | 9.000                             | 53.770                |
| 33    | 11.000                            | 62.770                |
| 34    | 12.500                            | 73.770                |
| 35    | 12.500                            | 86.270                |
| 36    | 12.500                            | 98.770                |
| 37    | 12.500                            | 111.270               |
| 38    | 15.000                            | 123.770               |
| 39    | 18.000                            | 138.770               |
| 40    | 22.000                            | 156.770               |
| 41    | 25.000                            | 178.770               |
| 42    | 25.000                            | 203.770               |
| 43    | 25.000                            | 228.770               |
| 44    | 25.000                            | 253.770               |
| 45    | 25.000                            | 278.770               |
| 46    | 25.000                            | 303.770               |
| 47    | 25.000                            | 328.770               |
| 48    | 25.000                            | 353.770               |
| 49    | 25.000                            | 378.770               |
| 50    | 25.000                            | 403.770               |
| 51    | 50.000                            | 428.770               |
| 52    | 75.000                            | 478.770               |
| 53    | 100.000                           | 553.770               |
| 54    | 125.000                           | 653.770               |
| 55    | 150.000                           | 778.770               |
| 56    | 175.000                           | 928.770               |
| 57    | 200.000                           | 1.103.770             |
| 58    | 225.000                           | 1.303.770             |
| 59    | 250.000                           | 1.528.770             |
| 60    | 275.000                           | 1.778.770             |
| 61    | 300.000                           | 2.053.770             |
| 62    | 325.000                           | 2.353.770             |
| 63    | 350.000                           | 2.678.770             |
| 64    | 375.000                           | 3.028.770             |
| 65    | 400.000                           | 3.403.770             |
| 66    | 425.000                           | 3.803.770             |
| 67    | 450.000                           | 4.228.770             |
| 68    | 475.000                           | 4.678.770             |
| 69    | 500.000                           | 5.153.770             |
| 70    | Nincs következő szint             | 5.653.770             |

### XP-szerzés
XP-t a játékosok kártyák fejlesztésével és klántársaiknak történő adományozásával tudnak szerezni.
| Szint    | Common | Rare   | Epic   | Legendary | Champion |
| -------- | ------ | ------ | ------ | --------- | -------- |
| 1        |        |        |        |           |          |
| 2        | 4      |        |        |           |          |
| 3        | 5      |        |        |           |          |
| 4        | 6      | 6      |        |           |          |
| 5        | 10     | 10     |        |           |          |
| 6        | 25     | 25     |        |           |          |
| 7        | 50     | 50     | 25     |           |          |
| 8        | 100    | 100    | 100    |           |          |
| 9        | 200    | 200    | 200    |           |          |
| 10       | 400    | 400    | 400    | 250       |          |
| 11       | 600    | 600    | 600    | 600       |          |
| 12       | 800    | 800    | 800    | 800       | 800      |
| 13       | 1.000  | 1.000  | 1.000  | 1.000     | 1.000    |
| 14       | 1.600  | 1.600  | 1.600  | 1.600     | 1.600    |
| 15       | 50.000 | 50.000 | 50.000 | 50.000    | 50.000   |
| Összesen | 54.800 | 54.791 | 54.725 | 54.250    | 53.400   |

## Tornyok
Az egyes tornyok erősségét a játékosok szintje határozza meg. A játékosok XP segítségével tudnak szintet fejlődni.
| Szint | Életerő | Sebzés | Támadási sebesség | Sebzés hatótávolsága | Szükséges XP-szint |
| ----- | ------- | ------ | ----------------- | -------------------- | ------------------ |
| 1     | 2.400   | 50     | 1 másodperc       | 7 egység             | 1                  |
| 2     | 2.568   | 54     | 1 másodperc       | 7 egység             | 2                  |
| 3     | 2.736   | 58     | 1 másodperc       | 7 egység             | 3                  |
| 4     | 2.904   | 62     | 1 másodperc       | 7 egység             | 5                  |
| 5     | 3.096   | 67     | 1 másodperc       | 7 egység             | 7                  |
| 6     | 3.312   | 72     | 1 másodperc       | 7 egység             | 10                 |
| 7     | 3.528   | 78     | 1 másodperc       | 7 egység             | 14                 |
| 8     | 3.768   | 84     | 1 másodperc       | 7 egység             | 18                 |
| 9     | 4.008   | 90     | 1 másodperc       | 7 egység             | 22                 |
| 10    | 4.392   | 99     | 1 másodperc       | 7 egység             | 26                 |
| 11    | 4.824   | 109    | 1 másodperc       | 7 egység             | 30                 |
| 12    | 5.304   | 119    | 1 másodperc       | 7 egység             | 34                 |
| 13    | 5.832   | 131    | 1 másodperc       | 7 egység             | 38                 |
| 14    | 6.408   | 144    | 1 másodperc       | 7 egység             | 42                 |
| 15    | 7.032   | 158    | 1 másodperc       | 7 egység             | 54                 |

## Kártyák

### Kártyapakli
Az egyes troop-ok (katonák), spell-ek (bűbájok) és építmények kártyákként vannak ábrázolva. Az egyes csaták előtt a játékosoknak egy deck-et (kártyapaklit) kell készíteniük 8 különböző kártya segítségével, amiket arra használnak, hogy védekezzenek az ellenfél ellen és megtámadják őket. Egy játék elején mindkét játékos 4, a deck-jében szereplő 8 kártya közül véletlenszerűen kiválasztott kártyával indít. Ezek a kártyák a deck-ben szereplő bármely kártyák lehetnek, kivéve a Mirror és az Elixir Collector.

### Elixír
Minden kártya kijátszása egy bizonyos számú elixírbe kerül. A játékosok 5 elixirrel indítják a meccset és minden 2.8 másodpercben egyel növekszik maximum 10-ig. A csata utolsó 60 másodpercében és az overtime első percében a játékosok 1.4 másodpercenként szereznek elixirt, az overtime utolsó, 2. percében pedig 0.7 másodpercenként.

### Kártyák kijátszása
A játékos kezében egyszerre maximum 4 kártya lehet. Ha egy kártyát kijátszott, akkor egy új kártya kerül a kezében lévők közé. Legelőször a kártyák véletlenszerűen kerülnek a játékos kezébe, de miután minden kártyát legalább egyszer kijátszott, a kijátszás sorrendjében kapja meg őket újra.

### Kártyák ritkasága
A játékban jelenleg 5 különböző kártyaritkasági típus van: Common (gyakori), Rare (ritka), Epic (epikus), Legendary (legendás) és Champion (bajnok). Minél nagyobb egy kártya ritkasága, annál nehezebben szerezhetők meg, fejleszthetők és annál nagyobb szintről indulnak.
- Common: 1-15
- Rare: 3-15
- Epic: 6-15
- Legendary: 9-15
- Champion: 11-15

### Kártyák fejlesztése
A kártyák fejlesztéséhez az adott kártyából adott mennyiségben kell összegyűjtenünk, továbbá további aranyat igénylő költségekkel jár. A kártyákat 14. szintig lehet az elegendő kártya megszerzése után aranyból fejleszteni, majd a 15. szinthez 50.000 Elite Wild Card-ra (elit vadkártyára) lesz szükségünk.
| Kártyaszint | Common | Rare  | Epic | Legendary | Champion |
| ----------- | ------ | ----- | ---- | --------- | -------- |
| 1           | 1      |       |      |           |          |
| 2           | 2      |       |      |           |          |
| 3           | 4      | 1     |      |           |          |
| 4           | 10     | 2     |      |           |          |
| 5           | 20     | 4     |      |           |          |
| 6           | 50     | 10    | 1    |           |          |
| 7           | 100    | 20    | 2    |           |          |
| 8           | 200    | 50    | 4    |           |          |
| 9           | 400    | 100   | 10   | 1         |          |
| 10          | 800    | 200   | 20   | 2         |          |
| 11          | 1.000  | 400   | 40   | 4         | 1        |
| 12          | 1.500  | 500   | 50   | 6         | 2        |
| 13          | 3.000  | 750   | 100  | 10        | 8        |
| 14          | 5.000  | 1,000 | 200  | 20        | 20       |
| Összesen    | 12.586 | 3.036 | 536  | 42        | 31       |

| Kártyaszint | Common   | Rare     | Epic     | Legendary | Champion |
| ----------- | -------- | -------- | -------- | --------- | -------- |
| 1           |          |          |          |           |          |
| 2           | 5        |          |          |           |          |
| 3           | 20       |          |          |           |          |
| 4           | 50       | 50       |          |           |          |
| 5           | 150      | 150      |          |           |          |
| 6           | 400      | 400      |          |           |          |
| 7           | 1.000    | 1.000    | 400      |           |          |
| 8           | 2.000    | 2.000    | 2.000    |           |          |
| 9           | 4.000    | 4.000    | 4.000    |           |          |
| 10          | 8.000    | 8.000    | 8.000    | 5.000     |          |
| 11          | 15.000   | 15.000   | 15.000   | 15.000    |          |
| 12          | 35.000   | 35.000   | 35.000   | 35.000    | 35.000   |
| 13          | 75.000   | 75.000   | 75.000   | 75.000    | 75.000   |
| 14          | 100.000  | 100.000  | 100.000  | 100.000   | 100.000  |
| 15          | ingyenes | ingyenes | ingyenes | ingyenes  | ingyenes |
| Összesen    | 240.625  | 240.600  | 239.400  | 230.000   | 210.000  |

### Star Level(csillagszint)
Ha egy játékos eléri a 6-os szintet, akkor XP mellé Star Pontokat is kap kártyák adományozásáért és fejlesztéséért. A játékosok Star Pontok segítségével fejleszthetik kártyáik Star Szintjét, új kinézetet, egy arany színű keretet és speciális effekteket adva a kártyáknak. Egy kártyának maximum 3 Star Szintje lehet, de némelyiknek csak egy vagy kettő.
| Star Szint | Szükséges Star Pontok |
| ---------- | --------------------- |
| 1          | 5.000                 |
| 2          | 10.000                |
| 3          | 15.000                |
| Összesen   | 30.000                |

### Magic Itemek
A Magic Itemek (magyarul varázstárgyak) 2021. április 5-én kerültek be a játékba. Lényegük, hogy könnyebben lehessen fejleszteni az adott kártyákat. Összesen 15 különböző Magic Item található a játékban:
- Vadkártyák: Mind az 5 ritkasági típusnak megtalálható a vadkártya változatuk. Ezek univerzális kártyák, amelyek az adott ritkaság kártyáinak bármelyikénél felhasználhatóak.
- Elit vadkártya: Ha egy kártya eléri a 14. szintet, a maximális, 15. szintre való fejlesztéshez 50.000 elit vadkártyára van szükség. Ezeket a boltban, a trophy road-on, kihívásokból, vagy Lucky Dropokból szerezhetjük meg.
- Könyvek: Mind az 5 ritkasági típusnak megtalálható a könyv megfelelője. Ezek egyetlen kártyára használhatóak el, és annyi kártyát adnak hozzá, amennyi a következő szintre való fejlesztéshez szükséges. Létezik egy 6. könyv, a Könyvek könyve, amely ritkaságtól függetlenül applikálható.
- Varázsérme: Fejlesztés alkalmával felhasználható, megszabadít a fejlesztési költségektől. Egyetlen alkalommal felhasználható.
- Ládakulcs: Csaták során szerzett ládák azonnali kinyitására használható fel.
- Kártyagyorsító bájital: Egyetlen kártyára alkalmazható, 3 órára megnöveli annak szintjét a Király tornyának szinjére.
- Vad szilánk (Wild Shard)

Azonban vegyük figyelembe a következőket:
1. A vadkártyák ládában való előfordulása Arena 4-től kezdődik
2. A varázstárgyak 5. XP-szinttől érhetőek el
3. A játékos által tárolható varázstárgyak mértéke XP-szinttől függ

### Kártyák megszerzése
Kártyákat többféleképpen lehet feloldani és megszerezni:
- Ládákból (Chest) (minél jobb egy láda, annál nagyobb rá az esély, de a ládákról később bővebben)
- Kártyakérés (Card Request) segítségével, amit csakis klánokban lehet megtenni, de a klánokról később bővebben
- Cseretokenek (Trade Token) segítségével, amiket csakis klánokban lehet használni, de erről később bővebben
- A boltból, játékbeli vagy valós valukával
- Vadkártyák felhasználásával

### Evolution (fejlett kártyák)
Néhány kártyára feloldható az úgynevezett Evolution, avagy fejlett változat, melynek feloldása után az adott kártya egy adott lehelyezési ciklus után fejlett változatban használható meccsek közben. Egy játékos kártyapaklijában a 7. XP-szint elérése után maximum 1, majd a 30. szint átlépését követően 2 fejlett kártya lehet.
Jelenleg ezek a kártyák rendelkeznek Evolution-nel:
- Barbarians
- Royal Giant
- Firecracker
- Skeletons
- Mortar
- Knight
- Royal Recruits
- Bats
- Archers
- Ice Spirit
- Valkyrie
- Bomber
- Wall Breakers
- Tesla
- Zap
- Battle Ram
- Wizard
- Goblin Barrel
- Goblin Giant
- Goblin Drill
- Goblin Cage
- P.E.K.K.A
- Mega Knight
- Electro Dragon

A fejlesztők jellemzően minden új season-ben egy vagy több új fejlett kártyával bővítik a játékot.

## Ládák
Ládákból aranyat, Gemet (drágakő) és kártyákat lehet szerezni. Ládákat rengeteg módon lehet szerezni, de a legegyszerűbb mód az, ha csatákat nyer egy játékos vagy pedig ha megveszi őket a játékbeli boltból Gemekért. Egyszerre csak 4 csatából nyert ládát tárolhatunk. Mielőtt a játékos megkapná a ládában lévő jutalmakat, azt ki kell nyitnia, ami (ládától függően) egy bizonyos időbe telik. Egyszerre csak egy láda nyitható, és drágakövekért lerövidíthető a nyitási idő.
Az egyes ládák csak a játékos jelenlegi és a már elhagyott arénákból tartalmaz kártyákat. Egy új Aréna elérése új kártyákat old fel, amiket a játékosok a ládák segítségével szerezhetnek meg. A játékban jelenleg több, mint 50 különböző láda van, de ezek közül sok láda csak más ládák variánsa (pl: Classic Challange Ládák, Grand Challange Ládák, Klán Háborús Ládák). Ezek közül a leggyakrabban előfordulók a következők:
- Silver Chest (ezüstláda)
- Golden Chest (aranyláda)
- Gold Crate
- Crown Chest (koronaláda)
- Magical Chest (varázsláda)
- Giant Chest (óriás láda)
- Epic Chest (epikus láda)
- Royal Wild Chest
- Legendary Chest (legendás láda)
- Champion Chest (bajnokláda)
- Lightning Chest (villámláda)
- Mega Lightning Chest (mega villámláda)
- Fortune Chest (szerencsés láda)
- King's Chest (a király ládája)
- Legendary King's Chest (a király legendás ládája)
- Level Up Chest (szintlépési láda)

## Játékmódok
A játék különféle játékmódokat kínál játékosainak.

### Trophy Road
A Clash Royale-ban a játékosok a kupáik száma alapján vannak rangsorolva. A kupákat 1v1 meccsekből lehet nyerni és veszteni. Minél több kupája van egy játékosnak, annál magasabb arénába lesz besorolva. Az egyes arénák elérésével
- a játékosnak több kártya megszerzésére van lehetősége;
- a maximum kérhető és adományozható kártyák száma megnő;
- a ládák több kártyát és aranyat adnak;
- növekszik a meccsek megnyerésével szerezhető arany;
- a játékos kap egy, egy 24 órán át tartó Chest Speed-Up Boost-ot, amivel a ládák nyitási időtartama a felére csökken.

A játékban jelenleg 23 (plusz a tutorial) aréna van összesen:
| Aréna száma | Aréna                 | Szükséges kupaszám | Szükséges XP-szint | Elérhető kártyák                                                                                 |
| ----------- | --------------------- | ------------------ | ------------------ | ------------------------------------------------------------------------------------------------ |
| 0           | Training Camp         | 0                  | -                  | Arrows Minions Archers Knight Tower Princess Fireball Mini P.E.K.K.A. Musketeer Giant            |
| 1           | Goblin Stadium        | 0                  | 1                  | Spear Goblins Goblins Goblin Cage Goblin Hut                                                     |
| 2           | Bone Pit              | 300                | 2                  | Bomber Skeletons Tombstone Valkyrie                                                              |
| 3           | Barbarian Bowl        | 600                | 3                  | Cannon Barbarians Mega Minion Battle Ram                                                         |
| 4           | Spell Valley          | 1.000              | 4                  | Electro Spirit Skeleton Dragons Fire Spirit Bomb Tower Inferno Tower Wizard                      |
| 5           | Builder's Workshop    | 1.300              | 5                  | Zap Mortar Bats Rocket Flying Machine Hog Rider                                                  |
| 6           | P.E.K.K.A's Playhouse | 1.600              | 6                  | Goblin Barrel Guards Baby Dragon Skeleton Army Witch P.E.K.K.A                                   |
| 7           | Royal Arena           | 2.000              | 8                  | Royal Recruits Royal Giant Royal Hogs Three Musketeers Dark Prince Prince Balloon                |
| 8           | Frozen Peak           | 2.300              | 10                 | Giant Snowball Ice Spirit Battle Healer Ice Golem Lightning Freeze Skeleton Giant Cannoneer      |
| 9           | Jungle Arena          | 2.600              | 12                 | Skeleton Barrel Goblin Gang Barbarian Hut Dart Goblin Barbarian Barrel Poison Goblin Giant       |
| 10          | Hog Mountain          | 3.000              | 14                 | Tesla Elite Barbarians Minion Horde Furnace Zappies X-Bow Hunter Golem                           |
| 11          | Electro Valley        | 3.400              | 16                 | The Log Mega Knight Ram Rider Electro Wizard Inferno Dragon Sparky Miner Princess Dagger Duchess |
| 12          | Spooky Town           | 3.800              | 18                 | Firecracker Earthquake Electro Dragon Wall Breakers Graveyard Phoenix Royal Ghost Ice Wizard     |
| 13          | Rascal's Hideout      | 4.200              | 20                 | Rascals Heal Spirit Electro Giant Bowler Magic Archer Bandit Lava Hound                          |
| 14          | Serenity Peak         | 4.600              | 22                 | Royal Delivery Elixir Golem Rage Goblin Drill Executioner Night Witch Lumberjack                 |
| 15          | Miner's Mine          | 5.000              | 24                 | Elixir Collector Void Clone Tornado Mirror Cannon Cart Mother Witch Fisherman                    |
| 16          | Executioner's Kitchen | 5.500              | 24                 | Golden Knight Skeleton King                                                                      |
| 17          | Royal Crypt           | 6.000              | 24                 | Archer Queen Mighty Miner                                                                        |
| 18          | Silent Sanctuary      | 6.500              | 24                 | Little Prince Monk                                                                               |
| 19          | Dragon Spa            | 7.000              | 24                 | nincs                                                                                            |
| 20          | Boot Camp             | 7.500              | 24                 | nincs                                                                                            |
| 21          | Clash Fest            | 8.000              | 24                 | nincs                                                                                            |
| 22          | PANCAKES!             | 8.500              | 24                 | nincs                                                                                            |
| 23          | Legendary Arena       | 9.000              | 24                 | nincs                                                                                            |

Kupák szerzésével a játékosok nemcsak újabb Arénákba léphetnek, hanem különféle jutalmakat érhetnek el. A Trophy Road esetében ez a jutalom csak egyszer gyűjthető össze, Path of Legends esetében minden Seasonben változik és újra begyűjthető.

### Path of Legends

#### Season
Minden hónap első hétfőjén egy új Season kezdődik. Ilyenkor a játékosok visszakerülnek a ranglétre aljára, ahonnan ismét fel kell tornászniuk magukat. Attól függően, hogy milyen ligában végeztek az azt megelőző Season-ben, kaphatnak győzelmi sokszorózót (Win Multiplier), mellyel egy győzelemért több lépést tehetnek a következő ligához.

### Goblin Queen's Journey
A Goblin Queen's Journey (magyarul Goblinkirálynő útja) egy limitált ideig elérhető játémód volt 2024-ben.

### Pass Royale
A Pass Royale a Clash Royale Battle Pass rendszere. A Pass Royale-lal egyedi jutalmakat és kiváltságokat szerezhet a játékos az adott Season idejére. A Pass Royale szintjeit koronák szerzésével lehet megszerezni.

#### Kiváltságok
A Pass Royale megvásárlását követően a következő kiváltságokat oldja fel a játékos:
- Korlátlan újrakezdési lehetőség minden Speciális Kihíváshoz (Special Challenge)
- Válaszd ki, hogy az éppen feloldásra váró ládád után melyik kezdjen feloldódni automatikusan
- Exkluzív arany színű név
- Ajándék a klántársaidnak (XP-szinttől függően maximum néhányezer arany)

#### Lucky Loop, és az ingyenes Pass
A Pass ingyenes szinjeinek jutalmait a játékot igazi pénz költése nélkül játszó játékosok is gond nélkül feloldhatják.
Miután a játékos a Pass összes szintjét teljesítette, feloldódik a Lucky Loop, amely exponenciálisan növekvő mennyiségű koronát követel meg egy-egy újabb Lucky Drop megszerzéséhez.

## Klánok
Miután a játékos teljesítette a Tutorial-t, lehetősége van csatlakozni egy klánhoz vagy készíteni egyet. Egy klánhoz csatlakozás engedélyt nyújt a játékosnak, hogy részt vegyen barátságos csatákban (Friendly Battle) és Klán Háborúkban (Clan Wars), valamint tudnak kérni, adományozni és csereberélni kártyákat, ha elérték a 2-es szintet. Ezen kívül a klán tagjai tudnak egymással beszélgetni is. Egy klánban maximum 50 játékos lehet.

### Klánháborúk
Ahhoz, hogy egy klán részt tudjon venni Klán Háborúkban, legalább 10, 8-as vagy annál nagyobb XP-szintű játékosnak kell lennie a klánban. Minden Klán Háború két részből áll: Boat Wars (azaz hajó háborúk, minden hónap első három vagy négy hete) valamint Colosseum Wars (kolosszeum háborúk, minden hónap utolsó hete). Ezenkívűl egy hét további két részre van osztva: Training Days (azaz edzőnapok, hétfő és szerda közt) valamint Battle Days (csatanapok, csütörtöktől vasárnapig).

## Díjak és jelölések
| Év   | Díjátadó ünnepség                  | Kategória                                          | Eredmény | For.   |
| ---- | ---------------------------------- | -------------------------------------------------- | -------- | ------ |
| 2016 | Google Play Awards                 | Legjobb játék                                      | Elnyerte | [ 3 ]  |
| 2016 | The Game Awards                    | Legjobb mobil/handheld játék                       | Jelölve  | [ 4 ]  |
| 2016 | British Academy Games Awards       | AMD eSports Audience Award                         | Elnyerte | [ 5 ]  |
| 2017 | International Mobile Gaming Awards | Legjobb feltörekvő játék                           | Elnyerte | [ 6 ]  |
| 2017 | International Mobile Gaming Awards | Legjobb multiplayer játék                          | Elnyerte | [ 7 ]  |
| 2017 | D.I.C.E. Awards                    | Az év mobiljátéka                                  | Jelölve  | [ 8 ]  |
| 2017 | Game Developer Choice Awards       | Legjobb mobil/handheld játék                       | Jelölve  | [ 9 ]  |
| 2017 | SXSW Gaming Awards                 | Az év mobiljátéka                                  | Jelölve  | [ 10 ] |
| 2017 | Finnish Game Awards                | The Small Screen Game of the Year 2016             | Elnyerte | [ 11 ] |
| 2017 | Finnish Game Awards                | The Main Award – The Finnish Game of the Year 2016 | Elnyerte | [ 11 ] |
| 2017 | Nordic Game Awards                 | Nordic Game of the Year – Small Screen             | Jelölve  | [ 12 ] |
| 2017 | Nordic Game Awards                 | Nordic Game of the Year                            | Jelölve  | [ 12 ] |
| 2018 | British Academy Games Awards       | Fejlődő játék                                      | Jelölve  | [ 13 ] |
| 2019 | British Academy Games Awards       | EE Mobile Game of the Year                         | Jelölve  | [ 14 ] |
| 2020 | Pocket Gamer Mobile Games Awards   | Legjobb mobilos e-Sport                            | Elnyerte | [ 15 ] |